# Radical 127
Le radical 127, qui signifie la charrue, est un des 29 des 214 radicaux chinois répertoriés dans le dictionnaire de Kangxi composés de six traits.
Le caractère Unicode de 耒 est 8012.

## Caractères avec le radical 127
| nombre de traits          | caractères        |
| ------------------------- | ----------------- |
| Sans trait supplémentaire | 耒                |
| 2 traits supplémentaires  | 耓                |
| 3 traits supplémentaires  | 耔                |
| 4 traits supplémentaires  | 耕 耖 耗 耘 耙    |
| 5 traits supplémentaires  | 耚 耛 耜 耝 耞 耟 |
| 6 traits supplémentaires  | 耠                |
| 7 traits supplémentaires  | 耡 耢             |
| 8 traits supplémentaires  | 耣 耤 耥          |
| 9 traits supplémentaires  | 耦 耧             |
| 10 traits supplémentaires | 耨 耩 耪          |
| 11 traits supplémentaires | 耫 耬             |
| 12 traits supplémentaires | 耭 耮             |
| 14 traits supplémentaires | 耯                |
| 15 traits supplémentaires | 耰                |
| 16 traits supplémentaires | 耱 耲             |